# 真實惡意原則
真實惡意（英語：actual malice），也譯為真正惡意、實際惡意、實質惡意，美國法律名詞，是美國法院用來規範言論自由與出版自由的準則之一。這個原則在1964年美國最高法院（沃伦法院）審理紐約時報訴沙利文案時確立，由大法官小威廉·布伦南撰写多数意见，這個原則限縮了政府官員的名譽權，擴張了言論自由的範圍。
這個原則限制了公眾人物以誹謗來阻止新聞媒體的報導自由，以防止寒蟬效應。其背後的立場，主要在於限縮政治人物的隱私權，讓公眾有更多機會在言論自由的保障下獲得真相；但這也同時帶來公眾人物難以迴避不實指控的影響，特別是媒體受到操縱的情況下。反對者認為這個原則侵害了個人隱私權與名譽，減少新聞媒體的查證義務，助長了新聞媒體輕率報導的風氣。

## 內容
在英美普通法中，對於名譽權侵害，採取無過失責任，也就是真實抗辯原則：被侵害名譽權的當事人，不須要舉證行為人在主觀上已經認知到他的言論侵害到他的名譽權，只需要舉證他名譽權受損的事實。在公眾政治上，當政治人物認為自己名譽已受損，就可以對於記者與媒體提出訴訟。
在1964年纽约时报诉沙利文案（New York Times, Co. v. Sullivan, 376 U.S. 254），美國聯邦最高法院（沃伦法院）創設了真實惡意原則，在政治領域上，取代了真實抗辯原則。這個原則下是指政府官員（Public Officials）在指控媒體報導涉嫌誹謗或侵害名譽時，必須證明被告「明知其言論不實」（with knowledge the statement was false），或「對於其言論真實與否毫不在意」（with reckless disregard of whether the statement was false or not），才能夠讓名譽權受損事實成立。因為必須舉證媒體報導中具備相當的主觀惡意，這增加了政治人物對媒體侵害其名譽權的訴訟難度。
再經過一些判例發展，當被告疏於查證的情況已經相當於「蓄意的迴避事實真相」（purposeful avoidance of the truth），才有可能構成真實惡意。
美國大法官作出這項判決的用意，在於大幅度增進言論自由的範圍。在蘇利文案判決中，說明，「對於公共議題的討論應該要不受限制、強健有力，以及完全的開放（Uninhibited,  Robust  and  Wide-Open），即使這些言論，可能包括對政府或政府官員尖酸刻薄及令人不快的攻擊。」

## 中華民国（台湾）
上訴人主張刑法誹謗罪有關規定違反憲法第十一條之言論自由，而聲請釋憲。為此，2000年7月7日，大法官會議作成釋字509號解釋，並未採納真實惡意原則，而是創設合理查證原則，意思是：「行為人雖不能證明言論內容為真實，但依其所提證據資料，認為行為人有相當理由確信其為真實者」，也可以阻卻違法。
有人認為，蘇俊雄及吳庚大法官協同意見書的見解，等於是採真實惡意原則，但其中並未闡述真實惡意原則的意義、審查要件及適用上之限制，容易造成望文生義的誤解。況且，所謂協同意見書或不同意見書，就是與解釋文、解釋理由書的見解有所不同，而未經大法官會議議決的個人見解，不具法律效力。
法律界一般認為，釋字509號的意旨，應為合理查證原則

## 外部連結
- 紐約時報對蘇利文案判決書 （页面存档备份，存于）
- 台湾大法官會議釋字509號解釋案